# Viviane Felicíssimo
Viviane Felicíssimo es una deportista brasileña que compitió en taekwondo. Ganó una medalla de oro en el Campeonato Panamericano de Taekwondo de 1990 en la categoría de –55 kg.

## Palmarés internacional
| Campeonato Panamericano | Campeonato Panamericano | Campeonato Panamericano | Campeonato Panamericano |
| Año                     | Lugar                   | Medalla                 | Categoría               |
| ----------------------- | ----------------------- | ----------------------- | ----------------------- |
| 1990                    | Bayamón (Puerto Rico)   | Medalla de oro          | –55 kg                  |